# 怎么办？

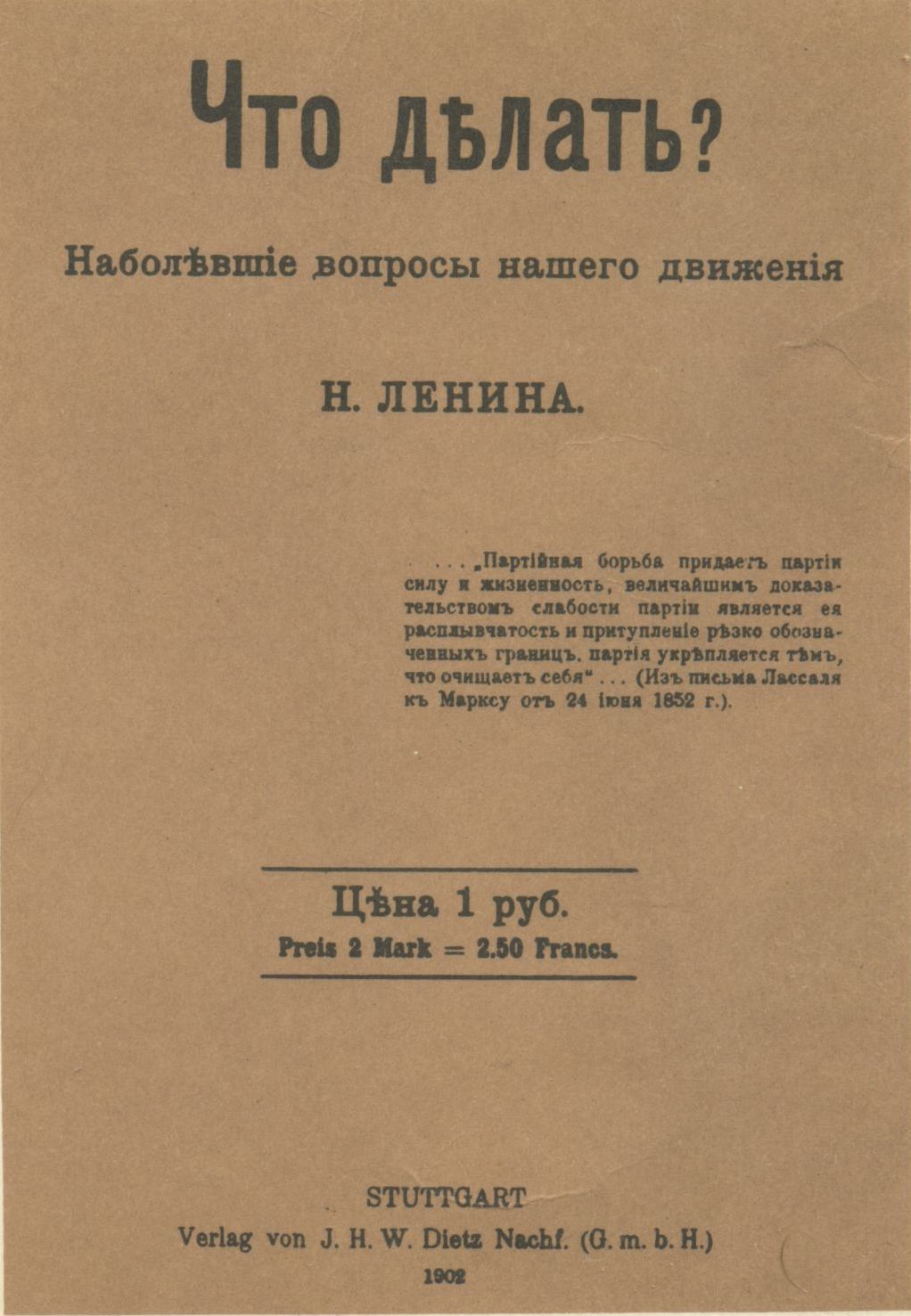
《怎么办？》原封面

《怎么办？（我们运动中的迫切问题）》（俄语：Что делать? Наболевшие вопросы нашего движения），是列宁于1901年撰写并于1902年出版的政治小册子。列宁说，这篇文章代表了“一个骨架，将在现在准备印刷的小册子中更详细地阐述”，它的标题来自19世纪俄国革命家尼古拉·车尔尼雪夫斯基的同名小说。
列宁认为，工人阶级不会仅仅通过在工资、工作时间等方面与雇主的经济斗争而自发地成为政治上的阶级。为了把工人阶级转变为马克思主义，列宁坚持认为马克思主义者应该组成一个政党，或者说“先锋队”，这些革命者应该在工人中间传播马克思主义的政治思想。